# Lady Pink
Lady Pink (Ambato, Ecuador, en 1964), cuyo nombre de nacimiento es Sandra Fabara, es una grafitera.

## Biografía
Se crio en Queens, y comenzó su carrera realizando grafitis en 1979, en raíz de la pérdida de su novio que había sido enviado a vivir a Puerto Rico después de haber sido arrestado. Ella exorcizó su dolor etiquetando el nombre de su novio en toda la ciudad. Poco después comenzó a etiquetar el nombre de Pink Lady, derivado de su amor por los romances históricos, época victoriana, y la aristocracia. Lady Pink estudió en la Escuela Superior de Arte y Diseño en Manhattan. Mientras estudiaba allí, fue introducida al grafiti y comenzó a escribir desde los quince años. En pocos años LADY PINK empezó a correr con las pandillas de TC5(The Cool 5) y TPA (The Animals Públicas). Lady Pink pintó trenes del metro en los años 1979 a 1985.